# Through Eyes of Men
Through Eyes of Men er en amerikansk stumfilm fra 1920 af Charles A. Taylor.

## Medvirkende
- Frank Mayo som Franklyn Allen
- Prudence Lyle som Leila Leighton
- George Gebhardt som Berkaro
- Claire McDowell som Mrs. Virginia Allen
- Ben Alexander som Billy
- Dell Boone som Alice Weston